# Brunhilda (królowa)

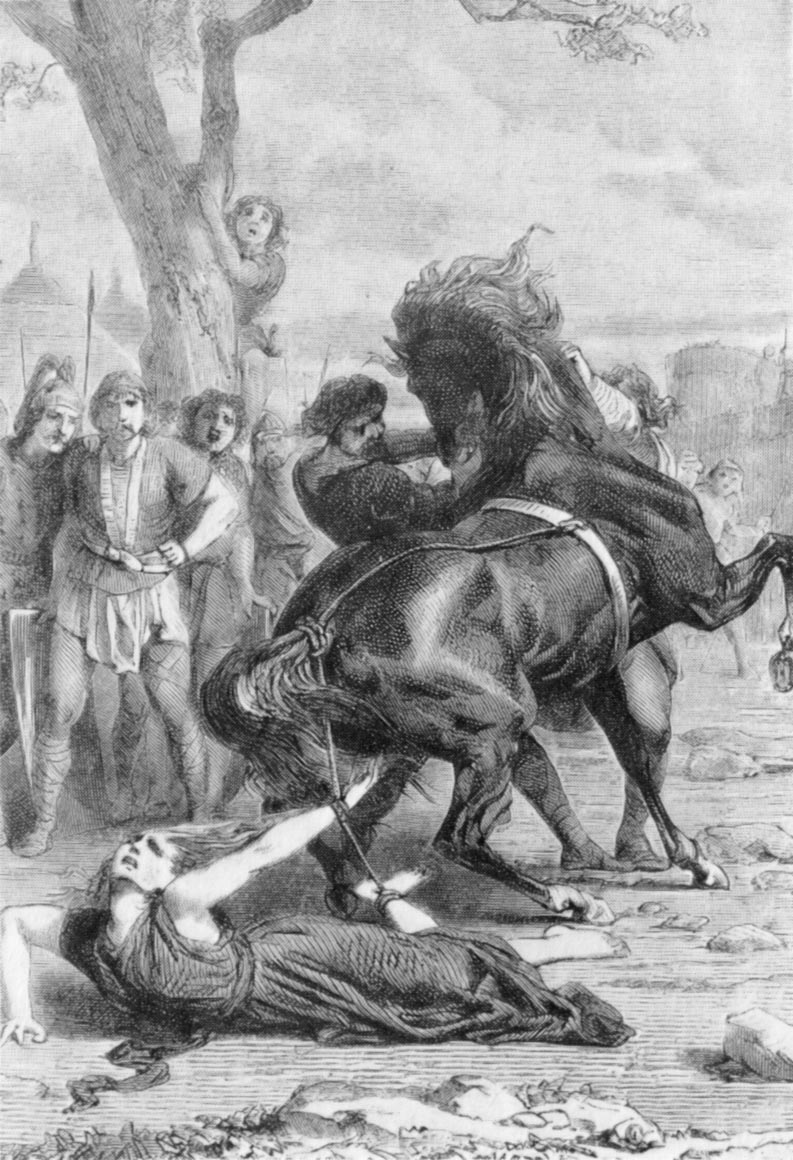
Philippoteaux i Girardet; Tortury Brunhildy

Brunhilda (ur. ok. 545/550 – zm. 613) – córka wizygockiego króla Atanagilda, od 567 r. żona frankijskiego króla Austrazji, Sigeberta I. 
Jej tragicznie zakończone życie było pasmem ciągłej rywalizacji o władzę. 
Gdy brat Sigeberta I, król Neustrii, Chilperyk I był na wojnie, jego żona Audowera urodziła córkę. Gdy trzeba było ochrzcić dziecko, okazało się, że nie ma matki chrzestnej. Na to służebnica Audoewery, Fredegunda (ur. ok. 545, zm. 597 r.), poradziła, by to jej pani nią była. Tak oto królowa została matką chrzestną swej córki, co stanowiło przeszkodę w kontynuowaniu małżeństwa. Dowiedziawszy się o tym, Chilperyk I zamknął Audowerę w klasztorze, a Fredegundę uczynił królową.
Małżeństwo ze służebną pomniejszyło autorytet Chilperyka I. Nie chcąc być gorszym od brata, ożenił się z siostrą Brunhildy – Galswintą. Warunkiem tego małżeństwa była rezygnacja Chilperyka I z wcześniejszych konkubin. Fredegunda jednak mogła przebywać na dworze, przez co Chilperyk I znów jej uległ, zaniedbując Galswintę. Ta, zrozpaczona, prosiła o rozwód z zastrzeżeniem, że może zachować wiano. Chilperyk I odmówił ze względów politycznych. Zaledwie miesiąc minął od zawarcia małżeństwa, a Galswinta niespodziewanie zmarła (prawdopodobnie zabiła ją Fredegunda). Z inicjatywy Brunhildy i jej męża wytoczono proces, w wyniku którego Chilperyk I musiał zwrócić Brunhildzie miasta ofiarowane jej siostrze. 
Niebawem wybuchła wojna między braćmi. Sigebert I oblegał brata w Tournai, chciał go pozbawić godności królewskiej, do czego podżegała go żona, chcąc pomścić śmierć swojej siostry. Brunhilda była tak pewna zwycięstwa (w Neustri ogłoszono Sigeberta królem), że czekała w Paryżu ze skarbcem prywatnym, dwiema córkami i następcą tronu, Childebertem II (5 l.). 
Podczas oblężenia Sigebert nieoczekiwanie zginął zasztyletowany (575). Zabójcami byli dwaj ludzie, którzy rzekomo uciekli od Chilperyka, by przejść na służbę Sigeberta. Śmierć króla spowodowała rozproszenie jego armii i Chilperyk I z Fredegundą ocaleli. Z inicjatywy Fredegundy ostrza były zatrute. Wobec tego Brunhilda wysłała syna Childeberta II do Austrazji, gdzie tamtejsi możnowładcy ogłosili go królem i ustanowili radę regencyjną (kobiety nie mogły być regentkami). Po wkroczeniu do Paryża Chilperyk wygnał Brunhildę do Rouen. Syn Chilperyka, a zarazem następca, Meroweusz (z małżeństwa z Audowerą), zakochał się z wzajemnością w swej 25-letniej ciotce-wdowie Brunhildzie. Zawarli potajemnie ślub sprzeczny z prawem kanonicznym, gdyż udzielający im go biskup Rouen, św. Pretekstat, był ojcem chrzestnym Meroweusza. 
Chilperyk uległ sugestiom Fredegundy i uwierzył, że syn chce go obalić i z żoną zapanować nad całym królestwem. W rzeczywistości Fredegunda chciała pozbyć się syna swej dawnej pani. Brunhildę zamknięto, a Meroweusza odesłano do klasztoru, z którego udało mu się uciec. Przedostał się z żoną do Austrazji, ale rada regencyjna widząc w nim rywala, wydaliła go. Ostatecznie Meroweusza z przyjacielem schwytali szpiedzy Fredegundy. Nie chcąc wpaść w szpony ojca, Meroweusz poprosił przyjaciela, by ten go zabił (i tak też się stało).
Potem miał miejsce proces biskupa Pretekstata oskarżonego o pogwałcenie prawa kanonicznego i obrazę majestatu królewskiego. Wszyscy sędziowie byli przekupieni; Pretekstata zesłano na wyspę Jersey. Powrócił po 7 latach (tj. w 585 r.) z inicjatywy mieszkańców Rouen, mimo zakazu owdowiałej już Fredegundy. Biskup pewien swego oparcia w ludzie udzielił jej napomnienia, a ta wynajęła zabójcę, który pchnął go nożem — podobno podczas odprawiania nabożeństwa na oczach wiernych. Pretekstat umierając odmówił przyjęcia od Fredegundy pomocy lekarskiej i szydził z niej:
Mnie Bóg każe opuścić ten świat, ty jednak sprawczyni wielu zbrodni przeklęta będziesz na tym świecie, a Bóg pomści na tobie moją krew.
Chilperyka I zasztyletowano z rozkazu Fredegundy w 584 r., gdyż odkrył, że żona go zdradza z jego majordomem Landerichem. Po tym wydarzeniu Brunhilda sprzymierzyła się z królem Burgundii Guntramem, który w 587 r. usynowił swego bratanka Childeberta II, gdyż sam nie miał następców. Guntram zmarł w 592 r. i władzę objął Childebert II, ale umarł po 4 latach. Państwo podzielono między jego synów: Teudeberta II (Austrazja) i Teuderyka II (Burgundia). Ich babka, Brunhilda, wywalczyła sobie opiekę nad nimi. Doszło jednak do sporów rodzinnych; Teudebert II, ulegając swej żonie Bihildzie, zaatakował brata, którego wsparła Brunhilda (Bihilda nie znosiła Brunhildy). Z wojny tej skorzystał Chlotar II – syn Fredegundy i Chilperyka I – przeciągając na swą stronę całą magnaterie Austrazji i Burgudii. W wyniku walk Teudebert II i Teuderyk II zginęli. 
Brunhilda po stracie swych wnuków, chcąc zachować jedność państwa, wyznaczyła na następcę najstarszego z czterech synów Teoderyka – Sigeberta. W 613 r. została wydana Chlotarowi w Orb w Burgundii, po 3 dniach tortur zabito ją przez przywiązanie jej włosów, ręki i nogi do ogona dzikiego ogiera, który wlókł ją przez plac.
Królem Franków został Chlotar II.
Córka Brunhildy, Ingunda, była żoną wizygockiego następcy tronu św. Hermenegilda (syn Leowigilda), którego nawróciła na katolicyzm. 
Historia rywalizacji Brunhildy z Fredegundą jest uważana przez historyków za jedno z podłoży historycznych niemieckiego eposu narodowego Pieśń o Nibelungach.